# Lista de países por produção de estanho
Esta é a lista de países por produção de minério de estanho em 2008, baseada nas estimativas do Serviço Geológico dos Estados Unidos publicadas em junho de 2009.
| Rank | País/Região                    | Produção de Estanho (Toneladas) |
| ---- | ------------------------------ | ------------------------------- |
| -    | Mundo                          | 299,000                         |
| 1    | China                          | 110,000                         |
| 2    | Indonésia                      | 96,000                          |
| 3    | Peru                           | 39,037                          |
| 4    | Bolívia                        | 17,319                          |
| 5    | República Democrática do Congo | 11,800                          |
| 6    | Brasil                         | 11,600                          |
| 7    | Vietname                       | 3,500                           |
| 8    | Malásia                        | 2,200                           |
| 9    | Austrália                      | 1,783                           |
| 10   | Nigéria                        | 1,500                           |
| 11   | Rússia                         | 1,500                           |
| 12   | Ruanda                         | 1,100                           |
| 13   | Myanmar                        | 741                             |
| 14   | Laos                           | 450                             |
| 15   | Tailândia                      | 120                             |
| 16   | Portugal                       | 40                              |
| 17   | Burundi                        | 21                              |
| 18   | México                         | 15                              |
| 19   | Níger                          | 10                              |
| 20   | Uganda                         | 2                               |

Fonte: United States Geological Survey Mineral Resources Program July 10, 2009